# Josef Helikar
Josef Helikar (17. března 1923, Solec – 15. července 2000, Litoměřice) byl český katolický kněz, politický vězeň, kanovník kapituly sv. Štěpána v Litoměřicích.

## Život

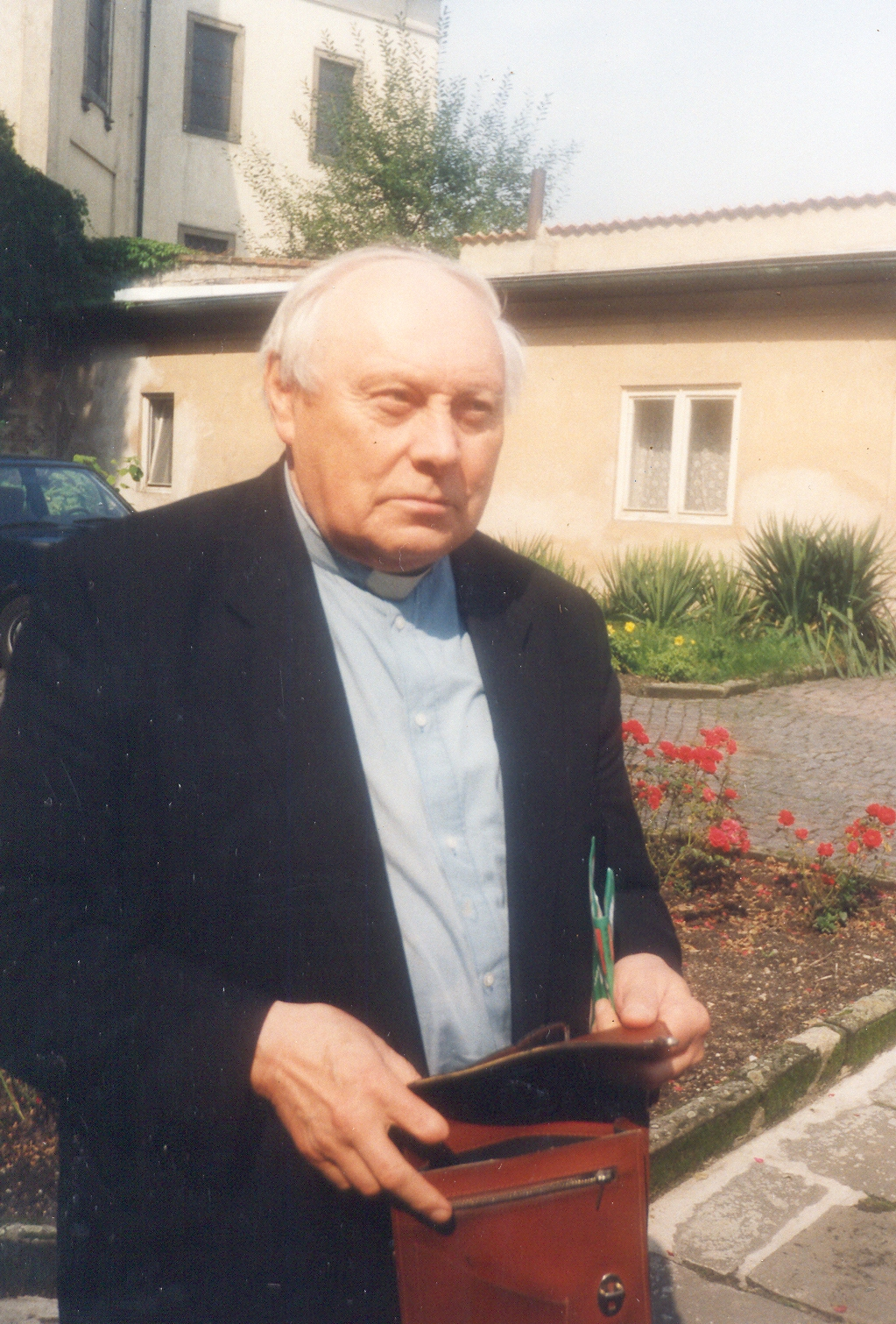
Josef Helikar v 90. letech 20. století

Narodil se v Solci u Turnova, kde chodil později do měšťanské školy. Po gymnáziu šel studovat teologii do Litoměřic. Koncem II. světové války, před ukončením studia, byl totálně nasazen a kopal zákopy pro německou armádu. Z totálního nasazení se mu podařilo utéci a ukrýval se doma do konce války.
Na kněze byl vysvěcen 8. dubna 1950 v Litoměřicích. V letech 1950 – 1954 byl kaplanem v Teplicích v Čechách.
Dne 21. května 1954 byl zatčen a uvězněn komunistickým totalitním režimem. Jednalo se o souvislost se zatčením kardinála Štěpána Trochty, který Helikarovi svěřil nějaký dopis. Vězněn byl nejdříve v Litoměřicích, souzen v Praze. Poté byl umístěn do pankrácké věznice a nakonec na Mírově. Z výkonu trestu byl propuštěn 21. listopadu 1959 z Nápravně pracovního tábora č. 1 Mírov.
V době svého věznění od roku 1954, ale i po propuštění do roku 1966 byl zbaven státního souhlasu k výkonu kněžské služby. V letech 1966 – 1974 byl vikaristou u katedrály v Litoměřicích. Dále pak v letech 1974 – 1982 administrátorem v litoměřickém kostele Všech svatých. Od roku 1982 do roku 1998 byl farářem (administrátorem) katedrály v Litoměřicích. Po pádu totalitního režimu působil ve funkcích sekretáře ordinariátu, kancléře a notáře kurie litoměřického biskupství. Jako sekretář biskupské konzistoře byl 4. listopadu 1968 za svou dosavadní práci odměněn veřejnou pochvalou ordináře a právem synodalií (lat. ius synodalium) a expositoria (lat. expositorium canonicale). Byl jmenován kanovníkem-děkanem kapituly sv. Štěpána.
Od 1. února 1969 byl jmenován, na základě státního souhlasu ze dne 29. ledna 1969, kancléřem biskupské konzistoře.
Když biskup litoměřické diecéze Štěpán Trochta, ve smyslu Motu proprio papeže Pavla VI. Ecclesiae Sanctae z 6. srpna 1966 a dekretů II. vatikánského koncilu, zřídil dne 28. března 1969 Diecézní kněžskou radu, jmenoval do ní také Josefa Helikara.
V roce 1998 byl jmenován papežským prelátem. Ke konci 90. let 20. století trpěl těžkou cukrovkou s komplikacemi v dolních končetinách a zhoršil se mu zrak tak, že texty při pohoslužbách četl se silnou lupou. Prodělal také infarkt. Zemřel 15. července 2000 v Litoměřicích. Pochován byl do kanovnické hrobky na litoměřickém hřbitově.

## Protikomunistická činnost
Helikar byl člověk velmi vzdělaný, vyznal se dobře v literatuře a v poezii, hlavně v české. Své postoje odporu vůči totalitě demonstroval mnoha přátelstvími se spisovateli a básníky. Ve vězení se setkal se spisovatelem Janem Zahradníčkem, jehož poezii znal do detailu, včetně básní, které citoval zpaměti. Díky Helikarovi a dalším se podařilo dílo Jana Zahradníčka z ústní formy převést později do textové formy.
Přátelil se s Jaroslavem Seifertem i Františkem Nepilem. Oba tyto spisovatele navštěvoval. K jeho přátelům patřil i Václav Renč, jehož znal z vězení. Ve svých kázáních často citoval úryvky básní, které nesouzněly s totalitou. To neunikalo pozornosti StB.
Ve vězení byl zapojen do procesu tzv. podzemní univerzity, kdy vzdělaní spoluvězni vyučovali ostatní ve svých oborech.

## Odborná činnost
Spolupracoval v odborné komisi na překladech liturgických textů, vydaných po II. vatikánském koncilu, z latinského jazyka do češtiny. Prováděl v duchu nových pokoncilních předpisů úpravy liturgických prostorů kostelů a kaplí v litoměřické diecézi i mimo ni.